# Gennadij Kernes
Gennadij Kernes (ryska: Геннадий Адольфович Кернес), född 27 juni 1959 i Charkov, Ukrainska SSR, Sovjetunionen (i nuvarande Ukraina), död 17 december 2020 i Berlin, Tyskland, var en ukrainsk politiker med judisk familjebakgrund som var borgmästare i Charkiv, den näst största staden i Ukraina, från 2010 fram till sin död.
Gennadij Kernes blev allvarligt skadad vid ett attentat i sin hemstad 28 april 2014, då han blev skjuten i ryggen vid en joggingtur. Han opererades flera gånger och fick neurokirurgisk intensivvård på ett sjukhus i den israeliska staden Haifa, men satt därefter i rullstol. Hans parti Vidrasjenija, vilket betyder ungefär Återväckelsen, består av före detta Janukovytjanhängare.
Han avled i Covid-19 den 17 december 2020 efter vård för denna sjukdom i Berlin.